# 15363 Ysaye
15363 Ysaye este un asteroid din centura principală de asteroizi.

## Descriere
15363 Ysaye este un asteroid din centura principală de asteroizi. A fost descoperit pe 18 martie 1996 la Kitt Peak National Observatory în cadrul proiectului Spacewatch. El prezintă o orbită caracterizată de o semiaxă mare de 2,27 ua, o excentricitate de 0,23 și o înclinație de 5,3° în raport cu ecliptica.